# Среда обитания (фильм)
«Среда обитания» — советский детективный фильм 1987 года режиссёра Льва Цуцульковского по одноимённой повести Сергея Высоцкого.

## Сюжет
В отделе древних рукописей исторического архива пропадают документы из тайной переписки соратников Петра I, а отвечавший за сохранность документов научный сотрудник оказывается убит. Одновременно в селе Ленинградской области, сорвавшись с колокольни полуразрушенной церкви, разбивается насмерть неизвестный, при котором обнаружен пистолет. К следствию приступает полковник милиции Корнилов...

## В ролях
- Пётр Вельяминов — Корнилов, полковник милиции, следователь
- Валерий Ивченко — Георгий Степанович Озеров, научный сотрудник исторического архива
- Николай Караченцов — Олег Барабанщиков
- Вадим Лобанов — Аристарх Антонович Платонов, коллекционер
- Тамара Абросимова — Галина Анатольевна, жена Рожкина
- Ирина Акулова — Наталья Борисовна, мачеха Люды
- Анна Алексахина — Люда Солодовникова, подруга Олега Барабанщикова
- Артур Ваха — Бугаев, помощник следователя
- Игорь Комаров — Николай Михайлович Рожкин, старший научный сотрудник исторического архива
- Петр Шелохонов — Виталий Иванович, директор музея
- Виктор Гоголев — Герман Владиленович, коллега Рожкина
- Ирина Григорьева — коллега Рожкина
- Светлана Карпинская — коллега Рожкина
- Игорь Окрепилов — агент Госстраха
- Станислав Соколов — Денис Клементьевич, продавец электротоваров
- Владимир Карпенко — посетитель магазина электротехники
- Людмила Ксенофонтова — Валентина Сергеевна, понятая
- Владимир Карпенко
- Дмитрий Поднозов
- Оксана Мысина - дочь Платонова

## Дополнительно
Литературная основа фильма — одноимённая детективная повесть Сергея Высоцкого, впервые опубликована в №№ 1-9 журнала «Смена» в 1981 году, затем в журнале «Роман-газета», 1984, № 4.

Герои романа С. Высоцкого «Среда обитания» — люди обыкновенные и включены в обычное течение повседневности. Конечно, не обходится без матерых преступников, рецидивистов, но замысел романа С. Высоцкого хорошо обозначен в названии — «Среда обитания». Многие люди делают мелкие, вроде невинные повседневные уступки совести, и небольшое зло, накапливаясь, создает среду обитания для зла большого, для преступления.— Литературное обозрение, 1983
Повесть входит в «Ленинградский цикл» писателя о подполковнике милиции Корнилове. Произведения цикла до этого четыре раза экранизировались в 1979-1985 годах разными режиссёрами и с разными актёрами в роли Корнилова. По словам режиссёра фильма он старался выдержать линию цикла и предыдущих экранизаций:

Я считаю, что, снимая этот фильм, мы работали над продолжением той темы, которая во многом определяла содержание таких картин, как «Три ненастных дня», «Ювелирное дело», «Мера пресечения». Тема фильма выражена и а самом названии… Как та среда, в которой мы живем, в которой живут и действуют герои фильма, влияет на поступки, формирует мировоззрение! Порой создаются условия, в которых мелкие, казалось бы, компромиссы с совестью приводят к преступлению, к вольному или невольному соучастию в нем.— режиссёр фильма Лев Цуцульковский
Критикой отмечено, что фильм не представляет собой классический детектив:

Но не детективная интрига — главное. Действие построено так, что зритель идёт как бы впереди следствия, он знает всё время чуть больше того, что известно работникам милиции. Сценарий написан С. Высоцким по его повести. Хотелось бы особо отметить работу оператора-постановщика И. Наумова, группы каскадёров под руководством Д. Шулькина.— Телевидение и радиовещание, 1987